# جسی بارتل
جسی بارتل (انگلیسی: Josy Barthel; ۲۴ آوریل ۱۹۲۷ – ۷ ژوئیهٔ ۱۹۹۲) دونده اهل لوکزامبورگ بود.
وی در مسابقات کشوری و بین‌المللی در مجموع برندهٔ ۱ مدال طلا شده‌است.